# Lore Jacobs
Lore Jacobs (Denderhoutem, 27 april 2005) is een Belgische voetbalster die als aanvaller uitkomt voor PSV in de Nederlandse Eredivisie Vrouwen.

## Clubcarrière

### Jeugd
Toen ze vier jaar oud was begon Lore Jacobs met voetballen bij VK Nederhasselt. Op dertienjarige leeftijd stapte ze over naar Olsa Brakel. Twee jaar later startte Jacobs bij de beloften van KAA Gent. Een paar dagen na haar zestiende verjaardag maakte ze voor deze club haar debuut in de Super League, in de thuiswedstrijd tegen OH Leuven.

### Professional
In haar tweede seizoen bij KAA Gent maakte Jacobs deel uit van de selectie van het eerste elftal, waarin ze na korte tijd een basisplaats veroverde.
In de zomer van 2022 volgde ze haar coach Dave Mattheus van KAA Gent naar landskampioen RSC Anderlecht. In haar eerste seizoen werd ze met RSC Anderlecht kampioen van de Super League. Met 16 doelpunten in 29 wedstrijden werd Jacobs in juni 2023 uitgeroepen tot speelster van het seizoen tijdens de Pro League Awards.
Het begin van het seizoen 2023/24 miste Jacobs door een knieblessure, maar ze was op tijd hersteld om in actie te komen in de Champions League. Haar eerste Champions League doelpunt scoorde ze in de met 5-0 gewonnen wedstrijd tegen het Poolse GKS Katowice. In de tweede wedstrijd van de Champions League voorronde was het Noorse SK Brann te sterk voor RSC Anderlecht. Ook in het seizoen 2023/24 werd Jacobs met RSC Anderlecht kampioen van de Super League. Met 16 doelpunten leverde ze opnieuw een belangrijke bijdrage aan het kampioenschap.
Op 7 juni 2024 werd bekend dat Jacobs vanaf het seizoen 2024/25 voor PSV in de Eredivisie Vrouwen zal spelen. In Eindhoven tekende ze een driejarig contract. Het was de eerste keer dat RSC Anderlecht een transferbedrag ontving voor een vertrekkende speelster. Op 28 september 2024 maakte Jacobs haar debuut voor de Eindhovenaren door in de basis te starten in een thuiswedstrijd tegen Telstar.

## Statistieken
| Seizoen | Club           | Competitie         | Competitie | Competitie | Beker | Beker | Overig | Overig | Totaal | Totaal |
| Seizoen | Club           | Competitie         | Wed.       | Dlp.       | Wed.  | Dlp.  | Wed.   | Dlp.   | Wed.   | Dlp.   |
| ------- | -------------- | ------------------ | ---------- | ---------- | ----- | ----- | ------ | ------ | ------ | ------ |
| 2020/21 | KAA Gent       | Super League       | 5          | 0          | 0     | 0     | 0      | 0      | 5      | 0      |
| 2021/22 | KAA Gent       | Super League       | 20         | 10         | 0     | 0     | 0      | 0      | 20     | 10     |
| 2022/23 | RSC Anderlecht | Super League       | 29         | 16         | 0     | 0     | 0      | 0      | 29     | 16     |
| 2023/24 | RSC Anderlecht | Super League       | 27         | 16         | 0     | 0     | 0      | 0      | 27     | 16     |
| 2024/25 | PSV            | Vrouwen Eredivisie | 1          | 0          | 0     | 0     | 0      | 0      | 1      | 0      |
| Totaal  | Totaal         | Totaal             | 82         | 42         | 0     | 0     | 2      | 1      | 84     | 43     |

Bijgewerkt t/m 2 oktober 2024.

## Interlandcarrière
Lore Jacobs kwam 16 keer uit voor België onder 19. Met dit elftal kwam Jacobs uit op het EK onder 19, dat in 2022 gespeeld werd in België. Op 4 april 2024 kwam Jacobs voor het eerst in actie voor België onder 23, in de met 1-0 gewonnen wedstrijd tegen Spanje onder 23.
1 Evrard ·
2 Thrige ·
3 Hendriks ·
4 Buurman ·
5 Bross ·
6 Folkertsma ·
9 Smits ·
10 Ripa ·
11 Jansen ·
14 Strik ·
16 Alkemade ·
17 Jacobs ·
18 Dessing ·
19 Stoit ·
20 Nijstad ·
21 Lacroix ·
22 Derks ·
23 Kemper-Moorrees ·
24 Henschen ·
25 Frijns ·
26 Pondes ·
27 Xhemaili ·
29 Kalma ·
30 Verheijen ·
Coach: Ten Berge
· Assistent-coach: Van Dael